# Jürgen Bogs
Jürgen Bogs (né le 19 janvier 1947 à Casekow) est un entraîneur de football allemand.

## Carrière
Originaire de République démocratique allemande, il entraîna le BFC Dynamo Berlin qui remporta 10 titres consécutifs de champion de RDA entre 1978 et 1988.